# 香川县立医疗短期大学
香川县立医疗短期大学（日语：／ Kagawa Kenritsu Iryō Tanki Daigaku *），简称医短，是过去一所位于香川县高松市牟礼町的公立短期大学。

## 概要

### 简介
- 短期大学为于1999年开办[1]、由香川县经营。招生到于2003年、停办于2007年[2]。为男女同校从开办。

### 历史
- 1999年 香川县立医疗短期大学成立并同时设置两个学科、以下列举。
  - 护理学科
  - 临床检查学科
- 2002年 两个专攻成立于专科、以下列举。
  - 地区护理学专攻
  - 助产学专攻
- 2003年 最后一年招生、次年停止招生（正式停办于2007年3月31日[2]）。

### 宪章
- 请参看前香川县立医疗短期大学的标志 （页面存档备份，存于） （日語） 2014年5月26日阅览。

## 学校环境
- 校区：在了香川县高松市牟礼町1[注 1]

## 组织

### 学科
- 护理学科
- 临床检查学科

### 专科
| - 地区护理学专攻 - 助产学专攻 |

### 业余课程
| - 没有 |

## 相关链接
- 日本短期大学列表